# Liceo scientifico Manfredi Azzarita
Il Liceo Scientifico "Manfredi Azzarita" è una scuola statale secondaria di secondo grado di Roma facente parte dell'Istituto d'Istruzione Superiore "Tommaso Salvini". È nato a seguito della separazione dalla succursale di Via Bezzecca del liceo scientifico Augusto Righi dal liceo stesso, nel 1973. È situato in Via Tommaso Salvini 24, nel quartiere Parioli, in coabitazione con l'istituto tecnico commerciale "Antonio Genovesi"

## Storia
Il plesso scolastico, progettato dall'architetto Tullio Passarelli, risale al 1925. Fino al 1972 ha ospitato l'istituto delle Suore dei Sacri Cuori e dell’Adorazione e negli anni settanta è stato acquistato dalla provincia di Roma, che lo aveva assegnato all'istituto tecnico commerciale "Antonio Genovesi" ed alle classi della succursale di via Bezzecca del liceo scientifico statale "Augusto Righi", divenuta in seguito autonoma come liceo scientifico "Manfredi Azzarita".
L'istituto Genovesi ha aperto in seguito una sede succursale in via Venezuela, nel vicino Villaggio Olimpico, che venne successivamente acquisita dal "liceo Azzarita".
Nella seconda metà degli anni novanta, la struttura di Via Salvini è stata ristrutturata e durante i lavori alcune classi sono state trasferite momentaneamente nel plesso scolastico di via Boccioni, in coabitazione con la scuola media "Ippolito Nievo", in una sede appena ristrutturata a seguito dell'attentato di via Fauro del 15 maggio 1993.
A seguito del piano di dimensionamento scolastico 1999/2000 varato dal ministro dell'istruzione Luigi Berlinguer del secondo governo D'Alema, il liceo Azzarita si aggrega al Liceo classico "Lucrezio Caro".
A seguito di un crescente numero di iscrizioni di entrambe le scuole, il 1 Settembre 2003 il liceo "Azzarita" si separa dal "Lucrezio Caro" e si unisce all'Istituto d'Istruzione Superiore Salvini 24.
Nel 2010, durante un'occupazione studentesca viene rubata la medaglia d'oro al valor militare attribuita postuma al partigiano e capitano di complemento a cui il liceo è intitolato, Manfredi Azzarita, che era stata donata dal padre di questi ed era custodita in una teca in presidenza.La prima e unica vera occupazione storica è avvenuta nel 2021. Durata dal 1° al 9 Dicembre è stata dedicata dal movimento anarchico (Operazione Sborici) degli studenti  a Ciccio, leggenda della scuola. I motivi non sono mai stati chiariti.

## Indirizzi di studio
- Liceo scientifico tradizionale
- Liceo scientifico opzione matematico
- Liceo scientifico opzione Cambridge
- Liceo scientifico delle scienze applicate
- Liceo internazionale italo-inglese preferenza francese
- Liceo internazionale italo-inglese preferenza spagnolo
- Liceo scientifico quadriennale